# 液化天然气

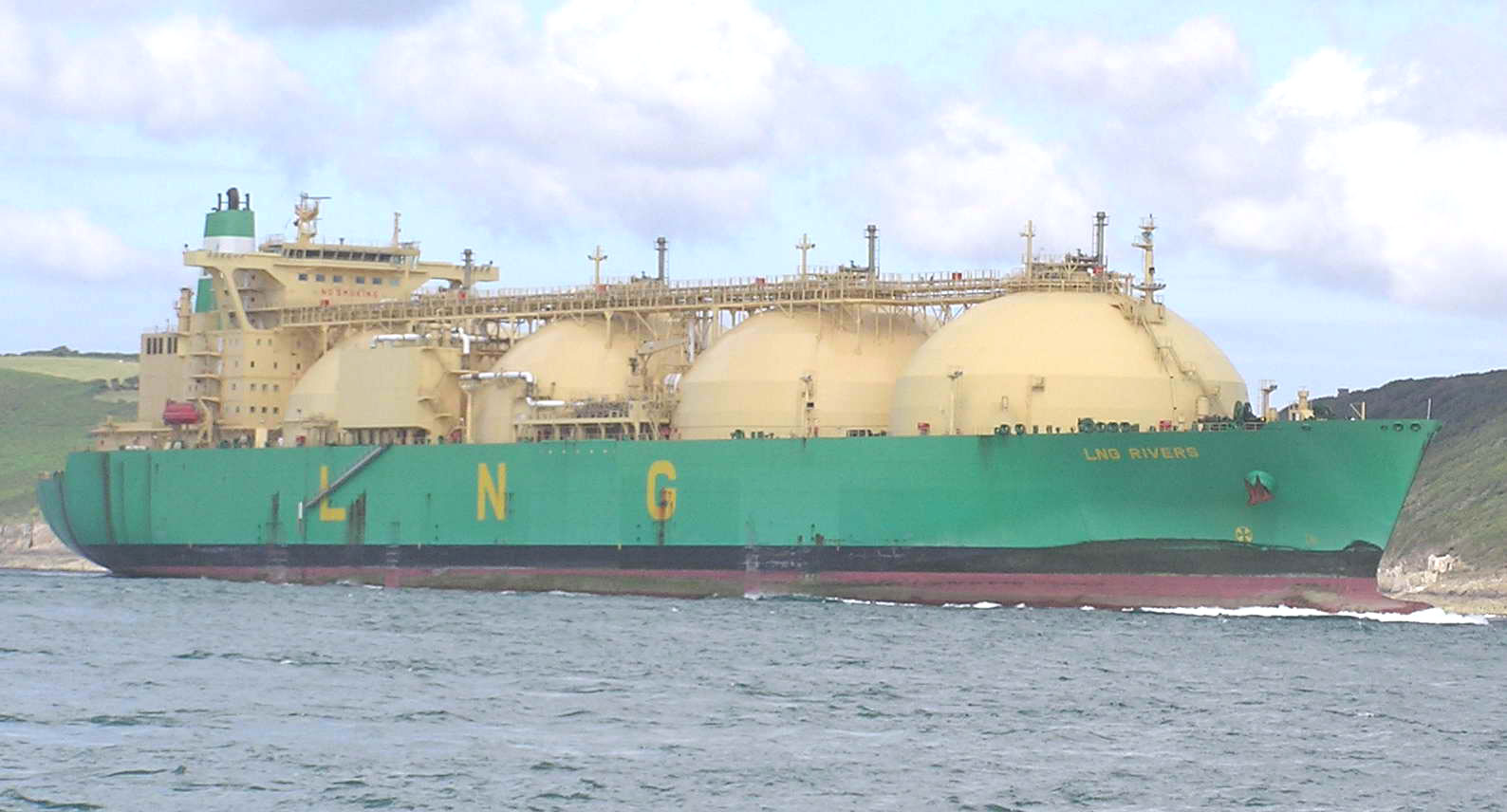
液化天然气运输船

液化天然氣（英語：Liquefied Natural Gas；簡稱LNG），將氣田生產的天然氣經淨化處理，去除了一些有價值的成份如氦，和一些高分子碳氫化合物，以及一些對下游產業不利的成分如硫、氮、水等，並經一連串超低溫液化後獲得的常壓下是液體的天然氣。一般液化天然氣處在1大氣壓(1atm)下，須透過降溫到約攝氏零下163度來液化。

中國國家標準推薦使用的液化天然氣汽車標誌圖形

## 物理特性
LNG无色、无味、无毒且无腐蚀性，主要含甲烷（CH4）， 具有热值大、性能高、安全环保及不易爆炸等特点，其体积约为同量气态天然气体积的1/600，LNG的重量仅为同体积水的45%左右，热值为52MMBtu/t（1MMBtu=2.52×10^8cal）。

## 液化技术
大型液化天然气厂的液化:
1. AP-C3MRTM – Air Products & Chemicals, Inc. (APCI)
2. Cascade – ConocoPhillips
3. AP-X® – Air Products & Chemicals, Inc. (APCI)
4. AP-SMRTM (Single Mixed Refrigerant) – Air Products & Chemicals, Inc. (APCI)
5. MFC® (mixed fluid cascade) – Linde
6. PRICO® (SMR) – Black & Veatch
7. DMR (Dual Mixed Refrigerant)
8. Liquefin – Air Liquide

## 应用
液化天然气主要将天然气转化为液态在海上运输，服务于技术和经济上不允许架设管道的情况，与压缩天然气（CNG）相比，LNG的体积减少更多，因此等体积LNG的能量密度是CNG（250 bar）的2.4倍或60%柴油燃料，也使得在远距离船上运输具有成本效益，而CNG船则可以用在中等距离的运输上，同时LNG也有自己配套的低温LNG船舶和LNG槽车。LNG可以运输至市场再气化为天然气使用，也可以直接用于LNG汽车或者气化后用于CNG汽车， LNG相对较高的生产成本以及将其储存在昂贵的低温罐中的需求阻碍了广泛的商业用途。尽管有这些缺点，但在能源基础上，预计到2020年液化天然气产量将达到全球原油产量的10％（见液化天然气贸易）。

## 液化天然气贸易
主要出口国为卡塔尔、澳大利亚、印尼、阿尔及利亚、美国、俄罗斯等，主要进口国为日本、中华人民共和国、韩国、印度等。2021年12月，美國的液化天然气出口量超越卡塔尔，首度成為全球最大液化天然气出口國。

### 液化天然气在亚洲
现时在亚洲地区使用的液化天然气，主要是开採自澳大利亚西北部的大陆架上的天然气田，该气田由必和必拓、英国石油、雪佛龙、三井物产、三菱商事、蚬壳集团和Woodside七个企业共同拥有。其中，珠江三角洲部分用戶會經由深圳市廣東大鵬液化天然氣接收站（BP持有30%），以及中海石油深圳液化天然氣接收站接收天然氣。以下是使用这里生产的天然气的客戶名单：
- 燃气
  - 东京燃气
  - 大阪燃气（日语：大阪ガス）
  - 静岡燃气（日语：静岡ガス）
  - 东邦燃气（日语：東邦ガス）
  - 韩国燃气公社
  - 香港中华煤气 （页面存档备份，存于）（持有廣東大鵬液化天然氣接收站3%（不含間接持有之2.6%），並經此站供氣）
  - 中海石油气电集团（持有廣東大鵬液化天然氣接收站33%及中海石油深圳液化天然氣接收站70%）
  - 深圳市燃气集团 （页面存档备份，存于）（持有廣東大鵬液化天然氣接收站10%，並經此站供氣）
  - 广州市煤气公司 （页面存档备份，存于）（持有廣東大鵬液化天然氣接收站6%，並經此站供氣）
  - 东莞新奥燃气 （页面存档备份，存于）（持有廣東大鵬液化天然氣接收站2.5%，並經此站供氣）
  - 佛山市燃气公司 （页面存档备份，存于）（持有廣東大鵬液化天然氣接收站2.5%，並經此站供氣）
- 发电
  - 东京电力
  - 关西电力
  - 中国电力
  - 九州电力
  - 中部电力
  - 东北电力
  - 中華電力
  - 香港电灯 （页面存档备份，存于）（持有廣東大鵬液化天然氣接收站3%，並經此站供氣）
  - 广东省粤电集团 （页面存档备份，存于）（持有廣東大鵬液化天然氣接收站6%，並經此站供氣）
  - 深圳能源集团 （页面存档备份，存于）（持有廣東大鵬液化天然氣接收站4%及中海石油深圳液化天然氣接收站30%，並經此兩站供氣）

## 液化天然氣(LNG)與加壓天然氣(CNG)的區別
液化天然氣(LNG)經常與壓縮天然氣 (CNG) 混淆。兩者都是天然氣的儲存形式。主要區別在於 LNG 儲存在低溫和接近常壓下 ，而CNG儲存在常溫高壓下 。在各自的儲存條件下，LNG 是液體，CNG 是超臨界流體。與 LNG 相比，CNG 的生產和儲存成本較低，因為它不需要昂貴的冷卻過程和低溫罐。然而，CNG 需要更大的體積來儲存相當於汽油的能量，並且需要使用非常高的壓力（3000 至 4000 psi，或 205 至 275 bar）。因此，液化天然氣通常用於在船舶、火車或管道中遠距離運輸天然氣，在這些地方將天然氣轉化為 CNG，然後再分配給最終用戶。